# ترفيل بوليف
ترفيل بوليف (بالبلغارية: Тервел Пулев)‏ (مواليد 10 يناير 1983) هو ملاكم بلغاري، مثّل بلاده في الألعاب الأولمبية الصيفية 2012.

## روابط خارجية
ترفيل بوليف على موقع بوكس ريك (الإنجليزية) (registration required)
- ترفيل بوليف على موقع أوليمبيديا (الإنجليزية)